# Ковыльный (Новосибирская область)
Ковыльный — посёлок в Чановском районе Новосибирской области. Входит в состав Матвеевского сельсовета.

## География
Площадь посёлка — 37 гектаров.

## История
В 1976 г. Указом Президиума ВС РСФСР посёлок фермы №2 совхоза «Чановский» переименован в Ковыльный.

## Население
| 2002 | 2007 | 2010 |
| ---- | ---- | ---- |
| 120  | ↘112 | ↗113 |

## Инфраструктура
В посёлке по данным на 2007 год функционируют 1 учреждение здравоохранения и 1 учреждение образования.